# شينيتشي موكاي
شينيتشي موكاي (باليابانية: 向 慎一) (15 يونيو 1985 في كاناغاوا في اليابان – )؛ هو لاعب كرة قدم ياباني سابق كان يلعب كلاعب وسط.

## وصلات خارجية
- شينيتشي موكاي على موقع رابطة كرة القدم اليابانية للمحترفين (اليابانية)
- شينيتشي موكاي على موقع Soccerway.com (الإنجليزية)